# 北朝鮮工作員

北朝鮮工作員（きたちょうせんこうさくいん）とは、朝鮮民主主義人民共和国（以下、北朝鮮）のスパイ。

## 概要
北朝鮮による他国への工作活動は建国以後から行われており、政府やメディア等で盛んに使用されるようになり社会的に認知されるようになった。

現在、警察庁ホームページにて11名が名前と写真付きで国際手配被疑者として一覧表記されている。2014年には、核開発に関与して国連機関職員3名が北朝鮮工作員としてフランス政府により摘発された。日本においても外務省の職員採用に応募して、侵入を図っていた事（浸透工作）が報じられている。
1995年に韓国潜入中に逮捕された金東植によれば、訓練として爆弾製造などの典型的な物以外にも、侵入先で怪しまれない為の訓練（カラオケが歌えるなど）を行っている事が明らかにされている。また、僧侶など疑われにくい職業に偽装する事例も証言している。
代表的な事件は拉致だが、暗殺も行っており、2011年には韓国で暗殺未遂事件が起きており、その際逮捕された北朝鮮工作員はボールペン型注射器、ボールペン型銃、懐中電灯に偽装した銃が報道に公開された。ボールペン型注射器には、窒息死するVXガスなどの神経系毒薬が仕込まれており、また、銃にも毒が仕込まれており、捜査当局に殺傷能力がある事が確認された。この様に北朝鮮工作員は、日本および諸外国にて活動し、様々な事件を起こしている為に、メディアで特集を組まれる事も多い。

## 組織
- 朝鮮労働党対外連絡部
- 朝鮮労働党対外情報調査部
- 朝鮮人民軍総参謀部偵察局
- 朝鮮人民軍偵察総局
- 朝鮮労働党39号室
- 金正日政治軍事大学

## 事件

### 拉致事件により警察庁が国際手配した事件
警察庁によれば、以下の12件に拉致として関与している。
- 姉弟拉致容疑事案
- 宇出津事件
- 女性拉致容疑事案（鳥取県）
- 少女拉致容疑事案
- 元飲食店店員拉致容疑事案
- 李恩恵拉致容疑事案
- アベック拉致容疑事案（福井県）
- アベック拉致容疑事案（新潟県）
- アベック拉致容疑事案（鹿児島県）
- 母娘拉致容疑事案
- 欧州における日本人男性拉致容疑事案
- 辛光洙事件
- 欧州における日本人女性拉致容疑事案

### 拉致以外の日本国内での事件
- 加賀市沖不審船事件
- 九州南西海域工作船事件
- 日向灘不審船事件
- 能登半島沖不審船事件
- 西新井事件
- 新宿百人町事件

### 拉致以外の日本国外での事件
- 大韓航空機爆破事件
- 滄浪号ハイジャック事件
- ラングーン事件
- 文世光事件
- 江陵浸透事件
- 民族民主革命党スパイ事件
- 金正男暗殺事件

## 工作員一覧

### 国際手配を受けた工作員
警察庁によれば以下の11名が国際手配を受けた北朝鮮工作員。
- 洪寿惠こと木下陽子
- 金世鎬
- 辛光洙
- 金吉旭（2020年前後に死亡[7]）
- 通称・キム・ミョンスク
- 通称・チェ・スンチョル
- 通称・ハン・クムニョン（自称・韓明一）
- 通称・キム・ナムジン
- 森順子
- 若林佐喜子（旧姓・黒田）
- 魚本公博（旧姓・安部）

### その他の工作員
- 安明進

## 手段手法一覧
- 敵区化教育
- 不審船
- 乱数表
- 乱数放送
- 埋没連絡
- 偽造旅券
- 背乗り
- 土台人
- 通貨偽造
- 扇動